# Kostka

Das Adelswappen der Familie Kostka, Wappengemeinschaft Dąbrowa

Kostka aus dem Hause der Wappengemeinschaft „Dąbrowa“ ist ein polnisches Hochadelsgeschlecht.
Das katholische Geschlecht stammt aus Masowien und ist ein Zweig der edlen Herren von Rostkowski. Bekannter Träger dieses Namens war Stanislaus Kostka (1550–1568), ein Heiliger der katholischen Kirche.
Die Stammreihe beginnt 1246 urkundlich erwähnt mit Przybyslaw, Wojewode von Masowien. Nawoj Rostkowski nahm in der ersten Hälfte des 15. Jahrhunderts den Namen „Kostka“ an. Jakob Kostka (1428–1495) erhielt von König Kasimir IV. Jagiełło den Titel eines Grafen von Stangenberg/hrabia na Sztemberg. Jakobs Sohn Jan (1475–1519) machte sich im Dienste der polnischen Krone mit einigen anderen Honoratioren bei Kaiser Maximilian I. Habsburg während des Wiener Fürstentages und der Wiener Doppelhochzeit („Erster Wiener Kongress“) im Jahre 1515 verdient. Als Dank für die Ausarbeitung des Vertrages erhielt er den Titel eines Grafen des Heiligen Römischen Reiches Deutscher Nation. Dieser Titel durfte jedoch später in Polen nicht geführt werden. Der Grund war die neue Ordnung der Stände und des Adels, die während der Lubliner Union (1569–1792) beschlossen wurde.
Das Geschlecht unterteilt sich in eine masowische (ausgestorben mit Paul Kostka, kinderlos und ältester Bruder von Stanislaus Kostka) und in eine pommersche Linie mit verschiedenen Zweigen. Ab 1475 lässt sich auch ein Nobilis Andrzej Kostka nachweisen, der dort geheiratet und eine eigene Familienlinie begründet hat.
Diese pommersche Linie unterteilte sich nochmals im Jahre 1759 in einen mährischen Zweig mit dem Prädikat „von Liebinsfeld“. Karl Joseph Kostka, früherer Primator zu Littau in Mähren, wurde am 8. November 1759 in den Österreichischen Adelsstand erhoben bzw. immatrikuliert. Die Nachkommen des mährischen Zweiges führen seither den Familiennamen und Titel „Kostka h. Dabrowa Edle von Liebinsfeld“ aus dem gräflichen Haus von Stangenberg/Sztemberg.